# Palacio Soranzo Van Axel
El palacio Soranzo Van Axel es un edificio histórico italiano situado en el sestiere de Cannaregio de Venecia, en el cruce de los "rios" (rii) de la Panada y de Ca' Widmann. 

## Historia
El palacio se construyó entre 1473 y 1479 por encargo de Nicolò Soranzo, con materiales procedentes de un antiguo edificio bizantino de la familia Gradenigo.
Es muy probable que Soranzo estuviera involucrado en la construcción de la cercana iglesia de Santa María de los Milagros dada la coincidencia del periodo de ambos proyectos.
Con el tiempo, la edificación pasó a ser propiedad de la familia Venier, y más adelante de la familia Sanudo. Finalmente, en 1652, el palacio pasó a manos de los Van Axel, ricos mercaderes procedentes de Axel (Holanda), población próxima a Gante, que fueron admitidos en el patriciado veneciano en 1665.
En 1967 se utilizó en el rodaje de la película Mujeres en Venecia, dirigida por Joseph L. Mankiewicz.
El edificio, totalmente restaurado, se utiliza en la actualidad como ámbito expositivo de la Bienal de Venecia.

## Descripción
El palacio presenta características de gótico tardío. Posee dos patios interiores con escalinatas que conducen al interior del edificio y dos plantas nobles con políforas de cuatro aberturas con arco conopial sobre balaustres en la fachada principal. Resultan interesantes los salones de recepción en forma de "L" debido a la doble fachada que presenta por la confluencia de los dos "rios". Es notable el portón de entrada por la "fondamenta de le Erbe", que se conserva con la madera original y el escudo con bisel de la casa Van Axel.